# Бирдоква
Бирдо́ква (болг. Бърдоква) — село в Разградській області Болгарії. Входить до складу общини Ісперих.

## Населення
За даними перепису населення 2011 року у селі проживали 305 осіб.
Національний склад населення села:
| Національність   | Кількість осіб | Відсоток |
| ---------------- | -------------- | -------- |
| турки            | 204            | 66,9%    |
| цигани           | 89             | 29,2%    |
| болгари          | 12             | 3,9%     |
| інша             | 0              | 0%       |
| не визначились   | 0              | 0%       |
| Всього відповіли | 305            |          |

Розподіл населення за віком у 2011 році:
Динаміка населення: